# بخش مرکزی شهرستان اردکان
بخش مرکزی شهرستان اردکان یکی از بخش‌های شهرستان اردکان در استان یزد ایران است.

## تقسیمات کشوری
- بخش مرکزی شهرستان اردکان
  - دهستان محمدیه

شهرها: اردکان ، احمدآباد

## جمعیت
بنابر سرشماری مرکز آمار ایران، جمعیت بخش مرکزی شهرستان اردکان در سال ۱۳۸۵ برابر با ۶۰۷۲۷ نفر بوده است.